# Jarosław Zyskowski (1964)
Jarosław Zyskowski (Białystok, 2 maggio 1964) è un ex cestista e allenatore di pallacanestro polacco.

## Carriera
Con la Polonia ha disputato i Campionati europei del 1985.

## Palmarès
- Campionato polacco: 3

Śląsk Wrocław: 1991-92, 1992-93, 1993-94